# Clubiona nemorum
Clubiona nemorum är en spindelart som beskrevs av Jean-Claude Ledoux 2004.
Clubiona nemorum ingår i släktet Clubiona och familjen säckspindlar. Artens utbredningsområde är Réunion. Inga underarter finns listade i Catalogue of Life.